# Andrzej (Horak)
Andrzej, imię świeckie Andrij Hryhorowycz Horak, ukr. Андрій Григорович Горак (ur. 1 marca 1946 w Polianie w rejonie mikołajowskim, zm. 5 lipca 2010 we Lwowie) – metropolita lwowski (1990–1992) i sokalski (1992–2010), stały członek i sekretarz Świętego Synodu Ukraińskiej Cerkwi Prawosławnej Patriarchatu Kijowskiego.